# Gitona distigma
Gitona distigma är en tvåvingeart som beskrevs av Johann Wilhelm Meigen 1830. Gitona distigma ingår i släktet Gitona och familjen daggflugor.

## Utbredning
Artens utbredningsområde är Europa och Asien.